# Chlorure de chloropentaamminecobalt
Le chlorure de chloropentaamminecobalt(III) est un composé chimique de formule chimique [Co(NH3)5Cl]Cl2. C'est un sel rouge-violet, diamagnétique, soluble dans l'eau, du cation [Co(NH3)5Cl]2+ d'une part et de deux anions chlorure Cl− d'autre part. Le cation est lui-même un complexe ammine de cobalt à l'état d'oxydation +3. Il présente un intérêt académique et historique.

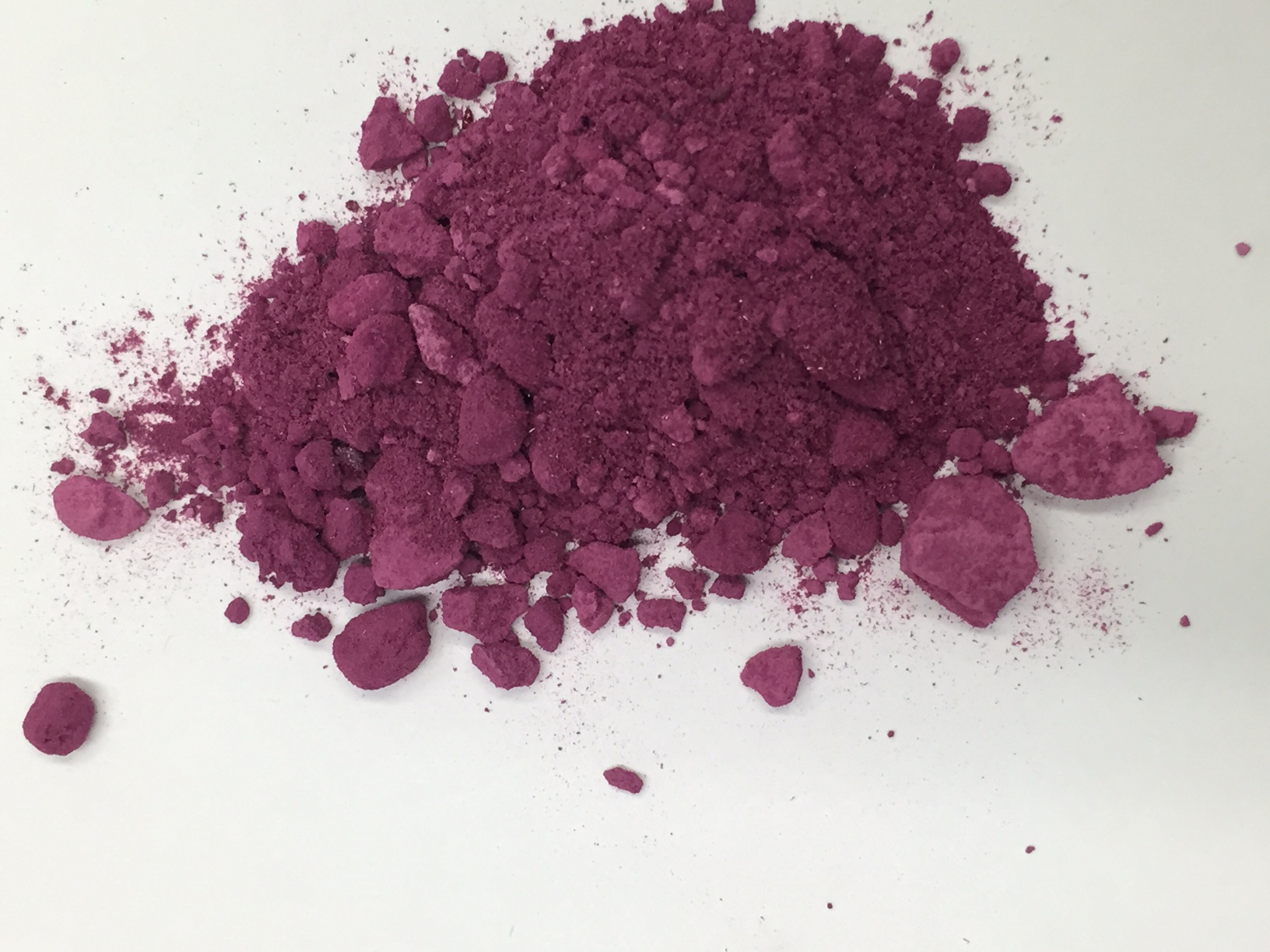
Poudre de [Co(NH3)5Cl]Cl2.

## Synthèse et réactions
Sa synthèse commence par l'oxydation d'une solution de chlorure de cobalt(II) CoCl2 et d'ammoniaque NH3, :
2 CoCl2·6H2O + 10 NH3 + 2 HCl + H2O2 ⟶ 2 [Co(NH3)5(OH2)]Cl3 + 12 H2O.
Cet intermédiaire est ensuite chauffé pour induire la coordination de l'un des ligands chlorure de la sphère externe :
[Co(NH3)5(OH2)]Cl3 ⟶ [Co(NH3)5Cl]Cl2 + H2O.
Le dication [Co(NH3)5Cl]2+ a une symétrie C4v,.
En solution aqueuse, le chlorure de chloropentaamminecobalt(III) reforme le complexe aquapentaammine [Co(NH3)5(OH2)]Cl3. Avec l'acide sulfurique concentré, le chlorure de chloropentaamminecobalt(III) forme le complexe d'hydrogénosulfate [Co(NH3)5OSO3H]2+.

## Histoire
Les complexes de cobalt tiennent depuis longtemps une place importante en chimie inorganique, étant nombreux, colorés et faciles à préparer. C'est en partie sur la base de son étude de la chimie de coordination du cobalt qu'Alfred Werner a reçu le prix Nobel de chimie. Avant Werner, les modèles d'ammines postulaient des chaînes de centres azote pentavalents. Ce modèle de Jørgensen-Bloomstrand a été invalidé par Werner qui introduisit l'idée que les complexes de coordination comportent des atomes métalliques de géométrie octaédriques et tétraédriques, avec de l'ammoniac et d'autres ligands liés individuellement au métal. Le modèle de Werner expliquait pourquoi les ligands de la sphère interne sont moins réactifs. Dans le complexe [Co(NH3)5Cl]Cl2, deux ions chlorure sont dans la sphère externe comme contre-ions et le troisième est coordonné au centre Co(III) dans la sphère interne : une réaction avec un excès de nitrate d'argent AgNO3 précipiterait immédiatement les deux contre-ions chlorure, mais pas le ligand chlorure lié au cobalt.